# Milan-San Remo 1950
La 41e édition de la course cycliste, Milan-San Remo a eu lieu le 18 mars 1950 et a été remportée par l'Italien Gino Bartali. Il s'est imposé au sprint devant 52 coureurs.
La course est l'une des épreuves comptant pour le Challenge Desgrange-Colombo.

## Classement final
|   | Cycliste            | Équipe           | Temps           |
| - | ------------------- | ---------------- | --------------- |
| 1 | Gino Bartali        | Bartali-Gardiol  | 7 h 18 min 52 s |
| 2 | Nedo Logli          | Ganna            | m.t.            |
| 3 | Oreste Conte        | Bianchi-Ursus    | m.t.            |
| 4 | Fiorenzo Magni      | Wilier-Triestina | m.t.            |
| 5 | Louis Caput         | Benotto-Superga  | m.t.            |
| 6 | Alfredo Pasotti     | Stucchi          | m.t.            |
| 7 | Rik van Steenbergen | Girardengo       | m.t.            |
| 8 | Aldo Tosi           | Benotto-Superga  | m.t.            |
| 9 | 42 coureurs         | -                | m.t.            |